# Tri mušketira
Tri mušketira (Les trois mousquetaires) iz 1844. je najpoznatije djelo Alexandra Dumasa starijeg. Govori o pustolovini trojice (kasnije četvorice) kraljevih mušketira, mladog Gaskonjca D'Artagnana, Aramisa, Porthosa i Athosa.

## Kratki sadržaj
Dumasova verzija priče prikazuje avanture d'Artagnana i njegovih prijatelja od 1625. do 1628., kao umješane u intrige ludog kralja Luja XIII, njegovog moćnog savjetnika kardinala Richelieua, prekrasne kraljice Ane Austrijske, njenog engleskog ljubavnika Georga Villersa, prvog grofa od Buckinghama i događaje u tvrđavi La Rochelle. U intrigu se upliće misteriozna Milady de Winter (za koju kasnije saznajemo da je Athosova supruga) i Richelieuova desna ruka, Comte de Rocherfort.